# Ginger Fish

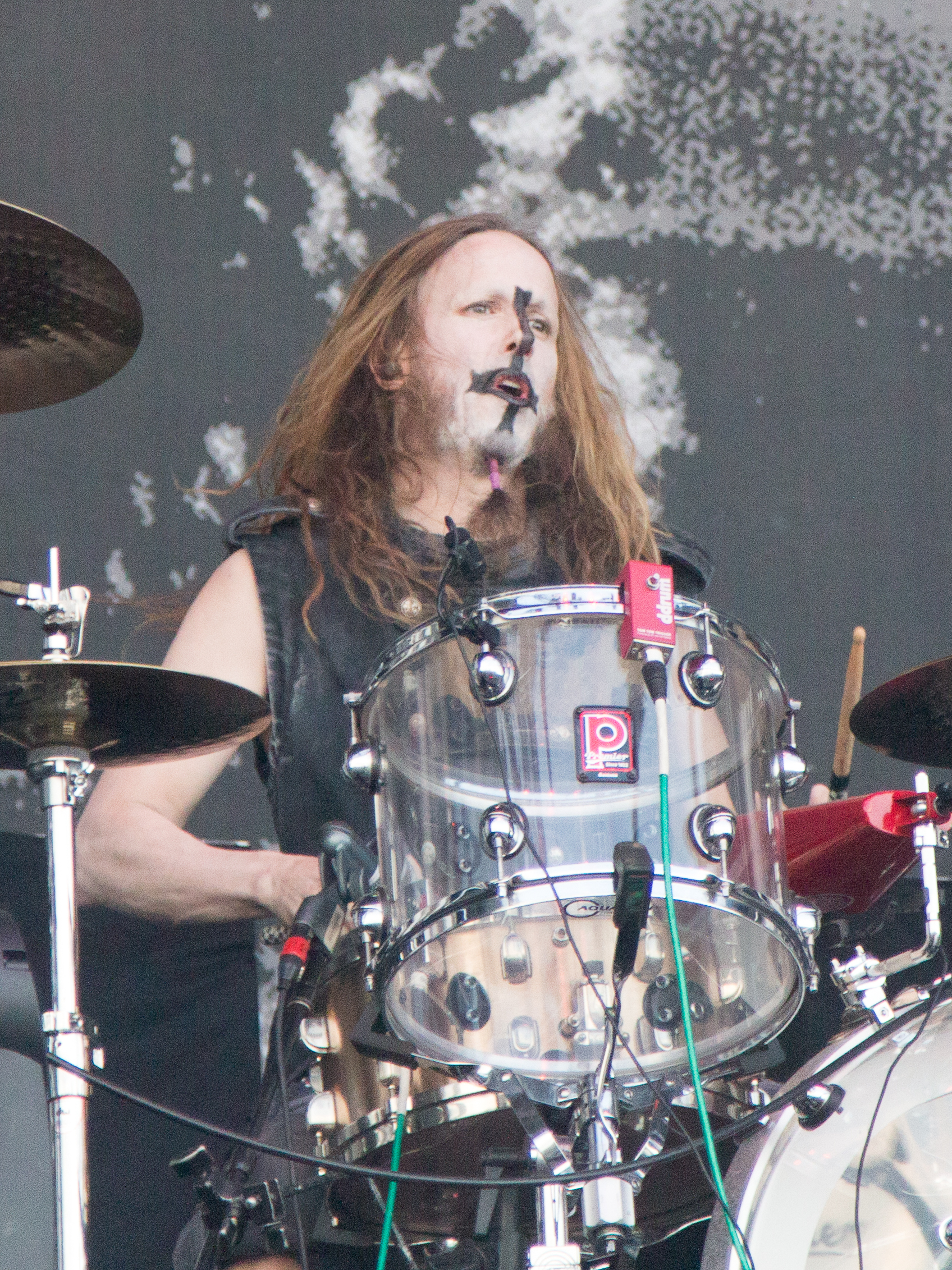
Ginger Fish live med Rob Zombie 2014.

Ginger Fish, egentligen Frank Kenneth Wilson, född 28 september 1966 i Framingham, Massachusetts, är en amerikansk trummis, spelade i Marilyn Manson från 1995 till 2011. Hans artistnamn är en kombination av Ginger Rogers och Albert Fish. Han spelar sedan 2011 trummor i Rob Zombie.